# Cebus brunneus
El capuchino marrón llorón (Cebus brunneus) o capuchino marrón venezolano es una especie de monos capuchinos graciles endémico de Venezuela, aunque algunas fuentes también consideran que se encuentra en Trinidad.

## Taxonomía
Este taxón había sido considerado anteriormente tanto Cebus albifrons trinitanus como C. olivaceus, y en 1981 había sido interpretado como dudosamente distinto y probablemente conspecífico con C. capucinus por algunos taxonomistas. Boubli, Mittermeier y Rylands consideraron que el taxón se llamaba C. olivaceus ssp. brunneus cuando escribieron la evaluación de la Lista Roja de la UICN en 2008, clasificando la subespecie dentro del capuchino llorón guianés.
En 2012, Boubli et al., encontraron que las divergencias en el ADN mitocondrial de C. brunneus eran lo suficientemente significativas como para reconocerlo como una especie separada, y también sinónimos al capuchino de frente blanca de Trinidad con él basado en los genes mitocondriales del único espécimen muestreado. Sin embargo, la inspección morfológica subsecuente de los especímenes de C. brunneus utilizados para el estudio los encontró distintos del espécimen tipo real de C. brunneus. Aunque la Sociedad Americana de Mastozoología aún reconoce a los capuchinos de Trinidad como conspecíficos con C. brunneus, el ITIS los reconoce como una subespecie del capuchino de frente blanca de Humboldt (C. albifrons).

## descripción
El capuchino llorón marrón tiene un pelaje marrón y espeso con una cuña oscura en la frente y una cara, mejillas y barbilla más claras. Su cabeza y cuerpo miden aproximadamente 42 centímetros (16,5 plg) con una cola de 44 cm (17,3 plg). Las diferentes especies conocidas como capuchinos de frente blanca son extremadamente difíciles de distinguir entre sí, y también parecen hibridarse entre ellas donde se encuentran diferentes taxones, así como con otros taxones de Cebus reconocidos como distintos. C. brunneus puede ser conspecífico con capuchinos de cara blanca, que a menudo no pueden ser diferenciados de manera fiable de él físicamente.

## Distribución and hábitat
Vive en varios tipos de bosque en la Cordillera de la Costa en el norte de Venezuela, en bosques semicaducos secos y bosques de galería en los Llanos Occidentales de Venezuela, así como en Trinidad (suponiendo que el tití de frente blanca de Trinidad es sinónimo).

## uso de herramientas
Se ha observado que los capuchinos de frente blanca de Trinidad utilizan hojas como copas para beber agua de cavidades de los árboles. Las hojas utilizadas se modificaron previamente cambiando la forma de la hoja. Las hojas se desechan después de un uso, lo que significa que se utiliza una hoja diferente en visitas repetidas. Estas observaciones sugieren que, al igual que el chimpancé, los capuchinos salvajes demuestran la fabricación y el uso de herramientas en contextos relacionados con la obtención de alimento.